# Jake Roberts
 (juillet 2016).
Si vous disposez d'ouvrages ou d'articles de référence ou si vous connaissez des sites web de qualité traitant du thème abordé ici, merci de compléter l'article en donnant les références utiles à sa vérifiabilité et en les liant à la section « Notes et références ».
Pour les articles homonymes, voir Smith et Roberts.
Aurelian Smith, Jr. (né le 30 mai 1955 à Gainesville, Texas), est un catcheur (lutteur professionnel) américain. Il est connu pour son travail à la World Wrestling Federation sous le nom de Jake « The Snake » Roberts. Il est le fils du catcheur Aurelian « Grizzly » Smith.

## Jeunesse
Smith est le fruit d'un viol de son père. Son père, lors d'un rendez vous avec une femme, viole la fille de celle-ci qui n'a que 12 ans. Il épouse sa victime avec qui il a deux autres enfants avant de divorcer cinq ans plus tard. Il vit avec son père et une de ses sœurs qui se fait régulièrement violer par Aurelian Sr. tandis que lui-même subit des abus sexuels de la part de sa belle-mère. Le traumatisme causé par la connaissance de sa conception ont poussé Robert à prendre des drogues dans sa jeunesse. Sa sœur quant à elle a souffert de trouble mentaux et à 18 ans a épousé un homme de 53 ans, plus tard l'ex-femme de son mari la kidnappe et la tue.

## Carrière

### World Wrestling Federation (1986-1992, 1996-1997)
Roberts est surtout connu pour ses deux séjours à la World Wrestling Federation, le premier entre 1986 et 1992, et le second entre 1996 et 1997.
Une grande partie de sa carrière, Roberts a joué un heel (toc) à la World Wrestling Federation, et était connu pour ses promos intenses et cérébrales, son sombre charisme, sa grande utilisation et maîtrise de la psychologie de combat, et a été crédité pour avoir inventé le DDT, ce qui a été contesté. Il est aussi crédité de la formation des lutteurs Diamond Dallas Page et Raven, ainsi que beaucoup d'enseignements sur la psychologie de combat à des lutteurs professionnels de renom, tels "Stone Cold" Steve Austin et l'Undertaker.
Roberts a été filmé en 1999 pour le documentaire Beyond the Mat où il a été notamment vu fumant du crack. Son addiction à l'alcool et la drogue s'est aussi vue à la télévision le 10 octobre 1999 au cours d'Heroes of Wrestling où il a refusé d'affronter "The Anvil" Jim Neidhart et a notamment montré son serpent entre ses jambes, le tenant comme son pénis, ce match est devenu alors un match par équipe qu'il a perdu aux côtés de Yokozuna face à Neidhart et "King Kong" Bundy. 
Roberts devait son nom au fait qu'il était mince et ressemblait un peu à un serpent. Quand il est arrivé à la WWF, Roberts amenait un gros serpent vivant (la plupart du temps nommé "Damien") aux côtés du ring dans un sac. Après avoir porté le DDT sur son adversaire, Roberts plaçait le serpent autour du cou de l'adversaire pour faire croire que le serpent l'étranglait. Cette façon de faire a atteint des sommets de popularité quand George Wells, un ancien joueur de la Ligue canadienne de football devenu lutteur, a joué la "victime" de Damien à WrestleMania 2.
Roberts est devenu plus tard un face (gentil) populaire et a eu une longue rivalité avec André The Giant. Dans la storyline, Roberts utilisait son serpent pour gagner un avantage psychologique sur André — qui avait une peur bleue des serpents — pour annuler l'avantage physique d'André. Malheureusement, la popularité de Roberts a diminué dans les années 1990 en raison de sa dépendance à la drogue et à la dépression qui dominait sa vie.

### Diverses apparitions (2014)
Ce dernier est intervenu lors du RAW Old School du 6 janvier 2014 pour mettre son serpent sur Dean Ambrose à la fin du match opposant CM Punk à Roman Reigns.
Il a été intronisé au WWE Hall of Fame en 2014 par Diamond Dallas Page.

### All Elite Wrestling (2020-...)
Jake Robert's fait ses débuts lors d'un épisode de AEW Dynamite du 4 mars 2020 en annonçant à Cody Rhodes qu'il avait un client. La semaine suivante, Lance Archer fait ses débuts aux côtés de Jake, et  révèle qu'il est ce client et qu'il le détruira.

## Palmarès
- All-Star Wrestling Network (Georgia)
  - 1 fois AWN World Heavyweight Champion

- Americas Wrestling Federation
  - 1 fois AWF Puerto Rican Heavyweight Champion

- Bad Boys of Wrestling
  - 1 fois BBOW Heavyweight Champion

- Georgia Championship Wrestling
  - 1 fois NWA National Television Champion
  - 2 fois NWA World Television Champion

- Legends Pro Wrestling
  - LPW Hall of Fame (2010)

- Mid-South Wrestling
  - 2 fois Mid-South North American Heavyweight Champion
  - 1 fois Mid-South Louisiana Heavyweight Champion
  - 1 fois Mid-South Television Champion

- Smoky Mountain Wrestling
  - 1 fois SMW Heavyweight Champion

- Stampede Wrestling
  - 1 fois Stampede North American Heavyweight Champion

- World Class Championship Wrestling
  - 1 fois NWA World Six-Man Tag Team Champion avec Chris Adams et Gino Hernandez
  - 1 fois WCCW Television Champion

- World Wrestling Entertainment
  - WWE Hall of Fame (2014)

## Vie privée
Lors d'une interview tenue début avril 2013, Jake Roberts révèle au monde que grâce à Diamond Dallas Page et à ses methodes de yoga, il a réussi à perdre 29,5 kg et est désormais sobre. Il a également avoué désirer participer au Royal Rumble 2014 de la WWE et le remporter.
En février 2014, après plusieurs analyses, des médecins lui diagnostiquent un cancer au genou, et il subit une intervention le 25 février 2014. Quand TMZ l'a interviewé, il a déclaré : "Si le diable ne peut me vaincre, le cancer n’a alors absolument aucune chance ! Priez pour les enfants qui sont confrontés à cette terrible maladie parce que The Snake ira très bien."

En novembre 2020 il est diagnostiqué atteint d'une Bronchopneumopathie chronique obstructive 